# Myaka
Myaka is een monotypisch geslacht van straalvinnige vissen uit de familie van de cichliden (Cichlidae).

## Soort
- Myaka myaka Trewavas, 1972